# Saropogon hypomelas
Saropogon hypomelas là một loài ruồi trong họ Asilidae. Saropogon hypomelas được Loew miêu tả năm 1866. Loài này phân bố ở vùng Tân Bắc giới.